# Isocybus brevistriatus
Isocybus brevistriatus is een vliesvleugelig insect uit de familie van de Platygastridae. De wetenschappelijke naam van de soort is voor het eerst geldig gepubliceerd in 1916 door Kieffer.